# Малая Ира
Малая Ира — река в России, протекает по Кирсановскому и Гавриловскому районам Тамбовской области. Устье реки находится в 3,1 км по правому берегу реки Большая Ира у деревни Павловка. Длина реки составляет 12 км, площадь водосборного бассейна не более 42 км².
На берегу реки в Кирсановском районе находятся посёлок Красный Пахарь и село Соколово. В Гавриловском районе в устье реки стоит деревня Павловка.

## Данные водного реестра
В реестре зафиксировано, что не Малая Ира впадает в Большую Иру, а наоборот, Большая Ира впадает в Малую Иру слева в 3,1 км от устья, а уже Малая Ира в Ирку.
По данным государственного водного реестра России относится к Донскому бассейновому округу, водохозяйственный участок реки — Ворона, речной подбассейн реки — Хопёр. Речной бассейн реки — Дон (российская часть бассейна).
Код объекта в государственном водном реестре — 05010200212107000006526.